# Banque d'Espagne
Cet article concerne l'institution. Pour le siège central de la Banque d'Espagne, voir Banque d'Espagne (Madrid).
La Banque d'Espagne (en espagnol : Banco de España) est la banque centrale du royaume d'Espagne. Elle fut créée en 1782 et fait partie du Système européen de banques centrales. L'actuel gouverneur est José Luis Escrivá et la vice gouverneure est Margarita Delgado Tejero.
Durant la guerre d'Espagne, ses réserves d'or sont devenues l'or de Moscou à la suite de son transfert vers l'URSS en 1936.
En janvier 2021, la tempête de neige « Filomena » a gelé l'horloge de la Banque d'Espagne pour la première fois depuis 130 ans. L'incident s'est produit à 11 h 35, le samedi 9 janvier,.

## Situation durant la guerre d'Espagne

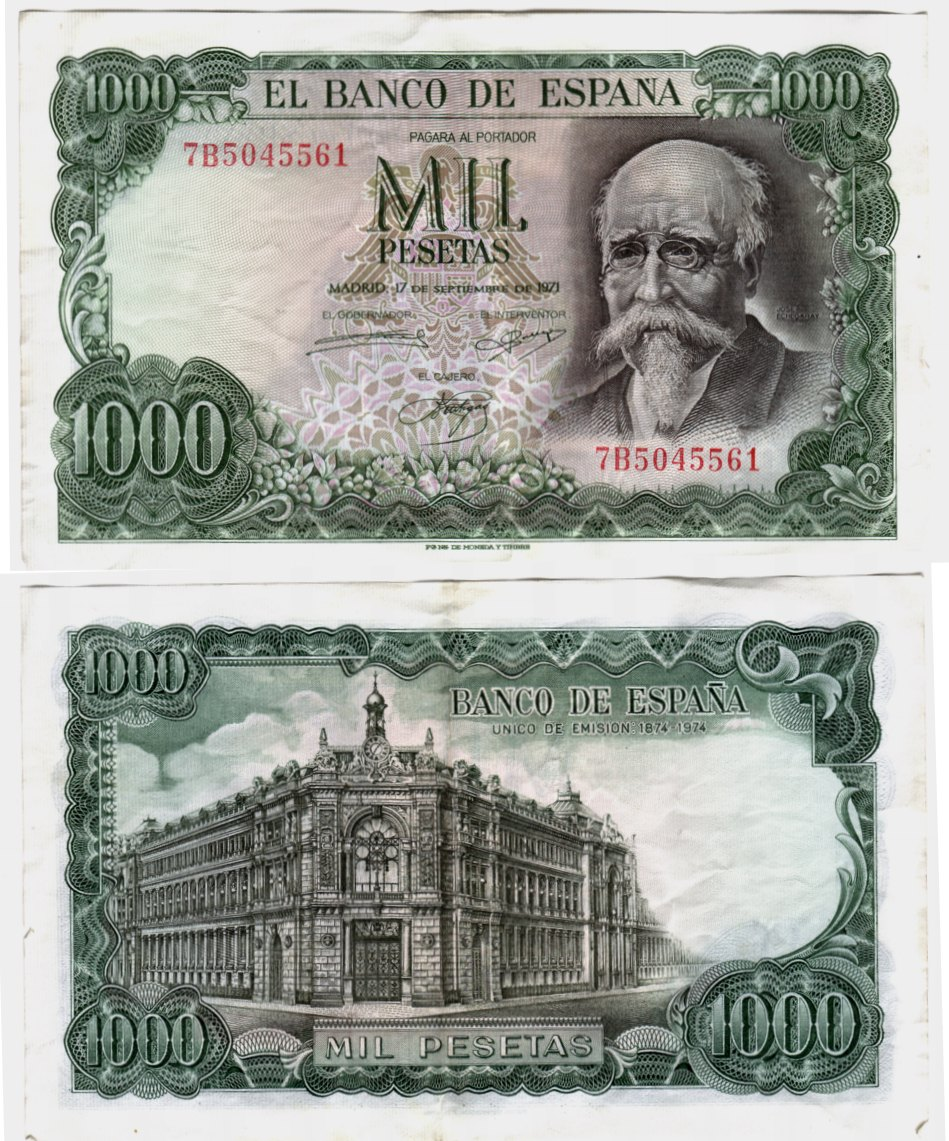
Un billet de 1000 pesetas avec l'image de José Echegaray et de la Banque d'Espagne

Quelques mois avant le début de la guerre civile, les réserves espagnoles mobilisables sont situées, en mai 1936, au quatrième rang mondial dans les statistiques internationales. Elles ont été constituées, pour leur plus grande part, durant la Première Guerre mondiale, pendant laquelle l'Espagne est restée neutre. Grâce aux études de la documentation de la Banque d'Espagne, on sait que ces réserves se trouvent principalement au siège central de Madrid, dans les agences régionales de cette banque, et dans d'autres dépôts mineurs à Paris, depuis 1931, et sont constituées en majeure partie par des devises étrangères et espagnoles, alors que la fraction en or monétaire est de moins de un pour dix mille (0,01 %) et la quantité d'or en barre insignifiante (il n'y avait que 64 lingots).
La valeur des réserves mobilisables est connue par les diverses publications officielles régulières; ainsi le New York Times du 7 août 1936 mentionne le montant de 718 000 000 de dollars US (de l'époque) pour les disponibilités au siège de Madrid. Pour l'historien Ángel Viñas, ce nombre représente de 635 à 639 tonnes d'or fin ou de 20,42 et 20,54 millions d'onces troy. Suivant le bilan de la Banque d'Espagne au 30 juin 1936, publié dans la Gaceta de Madrid (aujourd'hui devenu le Boletín Oficial del Estado, Journal Officiel de l'État) en date du 1er juillet 1936, les réserves d'or existantes, trois semaines avant le début du conflit, atteignent une valeur de 2 200 000 000 de pesetas-or, soit l'équivalent de 5 240 000 000 de pesetas réelles (de l'époque). Viñas calcule que le nombre de 719 000 000 de dollars US de 1936 correspond, actualisé d'après les indices de l'inflation, à 9 725 000 000 dollars US de 2005. En comparaison, les réserves disponibles en septembre 2005 de l'Espagne n'atteignent que 7 509 000 000 dollars US.
En 1936, la Banque d'Espagne est constituée en société anonyme par actions (à l'instar de ses homologues la Banque de France et la Banque d'Angleterre) avec un capital de 177 000 000 de pesetas, divisé en 354 000 actions nominatives de 500 pesetas chacune. N'étant pas propriété de l'État l'institution est soumise au contrôle du Gouvernement, qui en désigne le "Gouverneur" et du "Ministerio de Hacienda" (Ministère espagnol de l'économie, du trésor et des finances) qui nomme plusieurs membres du Conseil général de la banque.
La "Ley de Ordenación Bancaria (LOB)" (Loi sur l'organisation des banques) de 1921 (ou "Loi Cambó") essaie pour la première fois d'organiser les relations entre la Banque d'Espagne comme Banque centrale et le secteur bancaire privé. La loi règlemente également les conditions pour la mobilisation par la Banque de ses réserves : la Banque doit obtenir l'autorisation préalable du Conseil des Ministres. Sur base de l'article 7e de l'article 1er, la "LOB" accorde au Gouvernement la faculté de faire appel à la Banque d'Espagne pour demander la vente d'or, exclusivement "pour influencer le cours de change de la peseta, exercer des interventions sur les marchés des changes internationaux et réguler le marché monétaire", en quel cas la Banque d'Espagne participerait à ladite action avec des montants égaux à ceux arbitrés par le Trésor public.
En 1946, le gouvernement du général Franco plaça la banque sous contrôle strict. Elle fut officiellement nationalisée en 1962. Après le rétablissement de la démocratie à la fin des années 1970, la banque entama une série de transformations et de modernisations qui se poursuivent encore aujourd'hui.
Lors de l'entrée de l'Espagne dans l'Union économique et monétaire de l'Union européenne en 1994, la Banque d'Espagne devint membre du Système européen de banques centrales. La Banque d'Espagne détient 8,84 % du capital de la BCE.

## Dans la culture populaire
En 2019, elle est le lieu principal des parties 3 à 5 de la série espagnole La casa de papel, où se déroule la prise d'otage d'un second braquage.

### Référénces
1. ↑  (en) « International reserves and foreign currency liquidity » [archive du 26 mars 2024], sur www.bde.es (consulté le 15 juin 2025)
2. ↑  (es) « 'Filomena' congeló el reloj del Banco de España por primera vez en 130 años », sur La Vanguardia, 14 janvier 2021 (consulté le 15 juin 2025)
3. ↑  (es) Íñigo de Barrón, « Filomena congeló el reloj del Banco de España, que no detuvo ni la Guerra Civil », sur El País, 13 janvier 2021 (consulté le 15 juin 2025)
4. ↑  Statistiques de la Banque des Paiements Internationaux de Bâle, Sixième rapport annuel du 11/5/1936. Confer (Viñas 2006:112)
5. 1 2 3  (Viñas 2006: 111)
6. ↑  L'once troy (symbole oz t) est égale au douzième de la livre troy (d'après la ville de Troyes) et vaut 31,103 g dans le Système de poids de troy ; l'once troy est notamment utilisée pour la cotation de métaux précieux, comme l'or et l'argent.
7. ↑  (Viñas 2006: 112)
8. ↑  (es) « Banco de España - Normativa - Legislación básica del Banco de España » [archive du 20 février 2009], sur www.bde.es (consulté le 15 juin 2025)
9. ↑  Reformée le 24/1/1927 et modifiée par la loi du 26/11/1931
10. ↑  (en) European Central Bank, « National supervisors », www.bankingsupervision.europa.eu,‎ 29 décembre 2022 (lire en ligne, consulté le 15 juin 2025)